# Полски език
Полският език (самоназвание: język polski или polszczyzna) е западнославянски език, говорен най-вече от поляци в Полша. Принадлежи към лехитската подгрупа на западнославянските езици. Полският е официален език в Полша, но е използван по цял свят от полски малцинства в други държави. Един от официалните езици на Европейския съюз. Полският език използва латинската азбука, която съдържа 9 допълнителни букви (ą, ć, ę, ł, ń, ó, ś, ź, ż). Полският е тясно свързан с кашубския, силезийския, горнолужишкия, долнолужишкия, чешкия и словашкия език.
Въпреки че австрийската, немската и руската администрации упражняват огромен натиск върху полската нация през XIX в. и началото на XX в. след Разделянията на Полша, което води до опити за потискане на полския език, богата литература се развива през вековете и езикът понастоящем има най-голям брой говорещи от западнославянската група. Той е вторият най-говорим славянски език след руския, следван от украинския език.

## История
В миналото полският е бил много разпространен език в Централна и Източна Европа. Днес той е роден език на 38,5 млн. поляци в Полша и втори език на немалка част от населението, обитаващо западните части на Беларус, Литва и Украйна. Поради значителната емиграция на поляци през различни периоди от време мнозина от тях днес населяват Австралия, Канада, Великобритания и САЩ. Поради това се счита, че общият брой на говорещите полски достига до 45 млн. души.
Полският език е повлиян от няколко езика – най-много от латинския, чешкия, френския, италианския, старобеларуския, руския, а в последно време – и от английския, особено от елементи на американския английски. В Горна Силезия регионалните диалекти са повлияни от немски елементи.
Много думи са заети от немския език в резултат на съседството и взаимните влияния между двете страни още от Средновековието. Примери са шляхта (szlachta, от немски Geschlecht, „дворянство“), ратуш (от немски Rathaus, „сграда на общинската управа“) и т.н. Други думи показват чешки произход, като ханба (hańba) и брама (brama).
След Втората световна война, в резултат от масовото обучение и миграция, стандартният полски става по-хомогенен, макар че регионалните диалекти остават. В западните и северните територии, населявани от поляци, изселени от териториите, анексирани от Съветския съюз, по-старото поколение продължава да говори език, характерен за предишните източни провинции.

## Азбука
Полската азбука се състои от 32 букви:
| Големи букви | A | Ą | B | C | Ć | D | E | Ę | F | G | H | I | J | K | L | Ł | M | N | Ń | O | Ó | P | R | S | Ś | T | U | W | Y | Z | Ź | Ż |
| Малки букви  | a | ą | b | c | ć | d | e | ę | f | g | h | i | j | k | l | ł | m | n | ń | o | ó | p | r | s | ś | t | u | w | y | z | ź | ż |

Буквите Ą, Ę, Ń и Y не се употребяват в началото на думите. Q, V и X се използват за думи с чуждестранен произход, които не са полонизирани.

## Фонология
Особено за полския е наличието на две носови гласни, както и противопоставянето сред проходните и преградно-походните съгласни на палатални и ретрофлексни.

## Граматика

### Спрежение на глагола być (съм)

#### В сегашно време
| Полски          | Български   |
| --------------- | ----------- |
| Ja jestem       | Аз съм      |
| Ty jesteś       | Ти си       |
| On/ona/ono jest | Той/тя/то е |
| My jesteśmy     | Ние сме     |
| Wy jesteście    | Вие сте     |
| Oni/one są      | Те са       |

#### В минало време
| Полски                   | Български             |
| ------------------------ | --------------------- |
| Ja byłem/byłam           | Аз бях (м.р./ж.р)     |
| Ty byłeś/byłaś           | Ти беше (м.р./ж.р.)   |
| On był/ona była/ono było | Той/тя/то беше        |
| My byliśmy/byłyśmy       | Ние бяхме (м.р./ж.р.) |
| Wy byliście/byłyście     | Вие бяхте (м.р./ж.р.) |
| Oni byli/one były        | Те бяха (м.р./ж.р.)   |

#### В бъдещо време
| Полски            | Български         |
| ----------------- | ----------------- |
| Ja będę           | Аз ще бъда        |
| Ty będziesz       | Ти ще бъдеш       |
| On/ona/ono będzie | Той/тя/то ще бъде |
| My będziemy       | Ние ще бъдем      |
| Wy będziecie      | Вие ще бъдете     |
| Oni/one będą      | Те ще бъдат       |